# 王とサーカス
『王とサーカス』（おうとサーカス）は、2015年に東京創元社から刊行された米澤穂信の推理小説。
2015年の「週刊文春ミステリーベスト10」（文藝春秋）、2016年「ミステリが読みたい!」（早川書房）、「このミステリーがすごい!」（宝島社）において国内部門1位となり、前年の『満願』に続いて2年連続でミステリーランキング3冠に輝いた。

## 概要
本作は、ユーゴスラヴィアから来た少女・マーヤの消息をテーマにして作者の名を世に広めた『さよなら妖精』（2004年）に登場した太刀洗万智を主人公とする「ベルーフ」シリーズの一つで、『さよなら妖精』から10年後に設定されている。ただし、作品中に「ユーゴスラヴィアの少女」を偲ぶ記述はあるものの、『さよなら妖精』とは内容的に連続していない。
2001年6月にネパールの王宮で実際に起きたナラヤンヒティ王宮事件を背景に、太刀洗から取材を受けた軍人が殺害された事件と、その殺害事件の記事を書く太刀洗の懊悩を描いた作品である。
タイトルの『王とサーカス』は、王宮の事件を取材する太刀洗に、「お前の書くものはサーカスの演し物（だしもの）だ。我々の王の死は、とっておきのメインイベントというわけだ。」と、悲劇の記事を書くことによって読者に娯楽を提供する記者を批判する軍人の言葉に由来する。

## あらすじ
2001年6月1日、新聞社を辞めてフリーの記者になったばかりの太刀洗万智は、知人の雑誌編集者から依頼されたアジア旅行特集の事前取材のためにネパールの首都・カトマンズへやって来た。宿泊するトーキョーロッジには、日本人の元僧侶の八津田源信とアメリカ人大学生のロブ、インド人の商人・シュクマルが泊まっていた。太刀洗は現地で知り合った利口な少年・サガルを気に入り、彼にガイドを頼み、取材を始めようとした矢先、王宮で国王をはじめとする王族8人が皇太子に殺害されるという大事件が勃発する。
街に不穏な空気が漂う中、太刀洗は取材を開始する。ロッジの女主人・チャメリの夫の知人の軍人、ラジェスワル准尉が王宮に配属されて、事件当日も王宮の警備に当たっていたことを知った太刀洗は、チャメリを通じて取材を申し入れる。しかし、6月3日にラジェスワル准尉に会えたものの、国王の死という国の悲劇を他国民の娯楽のために伝えるつもりはないと拒否される。
翌日4日、真実を知り伝えるという記者としての信念が揺らぎながらも取材を続ける太刀洗は、警官隊の民衆への発砲と粛清から逃れて行き着いた空き地に、背中に「INFORMER」（密告者）と刻まれたラジェスワル准尉の死体を発見する。警察の取り調べを受けたものの、すぐに無実が確認された太刀洗は、捜査官に疑問を告げる。ラジェスワル准尉が密告者として殺されたのなら、なぜ自分は無事なのかと。
その翌朝、ラジェスワル准尉の死体の発見現場を訪れた太刀洗は、そこで感じた疑問から、事件の真相の糸口をつかむ。

## 登場人物
太刀洗 万智（）
本作の主人公。フリーの記者。
ロバート・フォックスウェル
通称「ロブ」。アメリカ人。カリフォルニア州の大学に通う学生。休学してバックパッカーとして東洋各国を旅行をしている。
サガル
カトマンズ生まれの利口で抜け目のない少年。トーキョーロッジ周辺を縄張りにして旅行者にアンモナイトの化石などの土産物を売っている。
八津田 源信（）
元僧侶。自身を破戒僧と名乗る。和歌山県の小さな寺の住職だったが、9年前にすべてを捨ててネパールに来た。
シュクマル
インド人。食器や絨毯を売る商人。
チャメリ
トーキョーロッジの女主人。
ラジェスワル
王宮に配属された軍人。准尉。王族殺害事件当日、王宮にいた。